# Яблуново (Корочанський район)
Яблуново (рос. Яблоново) — село у Корочанському районі Бєлгородської області Російської Федерації.
Населення становить 1711 осіб. Входить до складу муніципального утворення Яблоновське сільське поселення.

## Історія
Населений пункт розташований у східній частині української суцільної етнічної території — східній Слобожанщині.
Згідно із законом від 20 грудня 2004 року № 159 від 20 грудня 2004 року органом місцевого самоврядування є Яблоновське сільське поселення.

## Населення
| 2002 | 2010  |
| ---- | ----- |
| 1635 | ↗1711 |

## Інфраструктура
У селі працює «Яблонівська середня загальноосвітня школа» із двома дошкільними групами. Є сільський Будинок культури та модельна бібліотека-філія. У плані охорони здоров'я у селі є лікарська амбулаторія та дільнична ветеринарна лікарня. Відкрито відділення Сбербанка та Почты России.

## Визначні пам'ятки
У селі Яблонове діє храм Великомученика Димитрія Солунського, побудований 1810 року. Храм є пам'яткою архітектури і занесений до Єдиного Державного Реєстру об'єктів культурної спадщини.
Неподалік від села в рамках проєкту зі створення культурно-історичного кластеру "Бєлгородська засічна межа" зведено комплекс - місто-фортеця "Яблонов", що є відтвореним за архівними кресленнями і планами збірним образом стрілецької застави XVII століття. 25 будівель, зокрема: дозорні вежі, вартова хата, будинок воєводи, ремісничі майстерні, житловий двір із млином, льохи і навіть маленький храм із дзвіницею і каплицею - все зроблено сучасними будівельниками вручну. Офіційне відкриття міста-фортеці, загальна площа території якого перевищує 1200 м², відбулося 21 вересня 2019 року.